# Ярошкі (Лодзинське воєводство)
Ярошкі (пол. Jaroszki) — село в Польщі, у гміні Бжезіни Бжезінського повіту Лодзинського воєводства.
Населення — 142 особи (2011).
У 1975-1998 роках село належало до Скерневицького воєводства.

## Демографія
Демографічна структура станом на 31 березня 2011 року:
|          | Загалом | Допрацездатний вік | Працездатний вік | Постпрацездатний вік |
| -------- | ------- | ------------------ | ---------------- | -------------------- |
| Чоловіки | 69      | 18                 | 43               | 8                    |
| Жінки    | 73      | 10                 | 44               | 19                   |
| Разом    | 142     | 28                 | 87               | 27                   |